# Světliny
Světliny (deutsch veraltet Lichtenhain) ist eine Streusiedlung im Okres Děčín im südlichen Teil des Böhmischen Niederlandes zwischen Dolní Podluží und Studánka in Tschechien. 
Die Siedlung entwickelte sich um die Wende vom 17. zum 18. Jahrhundert. Der Ortsname „Lichtehan“ wird bereits 1702 in Verzeichnissen erwähnt. Die Siedlung ist in zwei Dörfer unterschiedlicher Gemeindezugehörigkeit aufgeteilt:
- Světliny 1.díl (Lichtenhain 1. Anteil) gehört zur Stadt Varnsdorf (deutsch Warnsdorf)
- Světliny 2.díl (Lichtenhain 2. Anteil) gehört zur Gemeinde Dolní Podluží (bis 1947 Dolní Grunt, deutsch Niedergrund)